# La Bataille (film, 1923)
Pour les articles homonymes, voir Bataille (homonymie) et La Bataille.
Pour plus de détails, voir Fiche technique et Distribution.
La Bataille est un film français réalisé par Édouard-Émile Violet et Sessue Hayakawa, sorti en 1923.

## Synopsis
Durant la guerre russo-japonaise, une bataille navale met aux prises les flottes japonaise et russe dans laquelle de puissants cuirassés manœuvrent, s'affrontent et combattent sans répit à coups d'obus, de torpilles qui ouvrent les flancs des navires...
Plus tard, le marquis Yorisaka, s'intéresse à l'attaché naval anglais, afin de percer les secrets de l'Amirauté britannique. Il force sa femme à adopter le style européen. Elle devient la maîtresse de l'Anglais. Le marquis les surprend...

## Fiche technique
- Réalisation : Édouard-Émile Violet et Sessue Hayakawa
- Scénario : Margaret Turnbull, d'après le roman homonyme de Claude Farrère
- Décors : Fernand Delattre et Jules Huet de Froberville
- Photographie : Georges Asselin, Louis Dubois et Daniel Quintin
- Société de production : Le Film d'art
- Société de distribution : Établissements Louis Aubert
- Format : Noir et blanc - Muet - 1,33:1 - 35 mm
- Genre : Film de guerre
- Durée : 1 h 34 min, film de 2 600 mètres
- Date de sortie :
  - France : 28 décembre 1923

## Distribution
- Sessue Hayakawa : le marquis Yorisaka
- Gina Palerme : Lady Hockley
- Jean Dax : Jean-François Felse
- Tsuru Aoki : la marquise Yorisaka
- Félix Ford : le capitaine Fergan
- Lucien Bataille
- Cady Winter : Mlle Vane
- Paul Hubert